# Mark Greene
Dr. Mark Greene är en fiktiv rollfigur i TV-serien Cityakuten. Han spelades av Anthony Edwards mellan 1994 och 2002.
När serien börjar är Mark gift med Jennifer Greene och har dottern Rachel Greene tillsammans med henne. Jennifer flyttar senare till Milwaukee efter att hon fått ett jobberbjudande där. Mark upptäcker senare att Jennifer är otrogen och de skiljer sig. Efter några år som singel med undantag för några få korta förhållanden blir Mark tillsammans Dr. Elizabeth Corday som är kirurg på samma sjukhus som Mark. Efter ett tag tillsammans flyttar Mark och Elizabeth ihop och de förlovar sig och Elizabeth blir gravid och föder dottern Ella. Mitt i all glädje får Mark reda på att han har en hjärntumör som opereras bort och allt verkar lösa sig. Några månader senare får Mark sin definitiva dödsdom då tumören har kommit tillbaka. Mark slutar senare på sjukhuset och tar med sig dottern Rachel till Hawaii för att visa var han växte upp. Elisabeth och dottern Ella ansluter senare. Några dagar senare avlider Mark fridfullt på morgon klockan 06.04.